# Disques Dreyfus
Disques Dreyfus est une société de production et d'édition musicale française qui possède plusieurs labels indépendants : Dreyfus Jazz, Dreyfus Records, Le Maquis, Motors.

## Historique
Francis Dreyfus fonde le label Disques Dreyfus en 1985 et crée aux États-Unis sa société, Francis Dreyfus Music. Il signe le catalogue[pas clair] d'Elvis Presley pour la France. La société, à travers Disques Dreyfus[Laquelle ?], publie de la musique électronique, de Jean Michel Jarre entre-autres. Le label comprend des artistes tels que Alan Stivell, Marcus Miller, Christophe, Pierre Schaeffer, Michel Petrucciani, Richard Galliano, Steve Grossman , Matt Bianco, Aldo Romano, Ahmad Jamal...
En 1991, Francis Dreyfus et Yves Chamberland fondent le label Dreyfus Jazz, qui produit, outre les jazzmen de Dreyfus Music, Steve Grossman, Biréli Lagrène, Eddy Louiss, Didier Lockwood, Aldo Romano, Rosario Giuliani, Jean-Michel Pilc, Ahmad Jamal, Philip Catherine... En 1993, il fonde son label discographique américain, Dreyfus Records, Inc.
Francis Dreyfus est décédé le 24 juin 2010
.

## Récompenses
Francis Dreyfus a reçu le Grand Prix de l'édition musicale de la SACEM en 1995 et, le 12 janvier 2006 à New York, un Lifetime Achievement Award de l'International Association for Jazz Education (en).

## Quelques artistes
- Adanowsky (Adan Jodorowsky)
- Franck Avitabile
- Philip Catherine
- Christophe (chanteur)
- Anne Ducros
- Hadrien Feraud
- Richard Galliano
- Steve Grossman
- Roy Haynes
- Ari Hoenig
- Ahmad Jamal
- Jean Michel Jarre
- Bert Joris
- Olivier Ker Ourio
- Biréli Lagrène
- Sara Lazarus
- Didier Lockwood
- Eddy Louiss
- Sylvain Luc
- Marcus Miller
- Mingus Big Band
- Térez Montcalm
- Lucky Peterson
- Michel Petrucciani
- Jean-Michel Pilc
- Aldo Romano
- Luis Salinas
- Dorado Schmitt
- Alan Stivell